# Caloptilia rhodinella
Caloptilia rhodinella là một loài bướm đêm thuộc họ Gracillariidae. Nó được tìm thấy ở Albania, Áo, Croatia, Đức, Hungary, Ý, România, Serbia, Thụy Sĩ, Thổ Nhĩ Kỳ, phần châu Âu thuộc Nga, Ấn Độ và Trung Quốc (Tứ Xuyên).
Ấu trùng ăn Quercus species, bao gồm Quercus robur.